# Fogars de Montclús
Fogars de Montclús – gmina w Hiszpanii, w prowincji Barcelona, w Katalonii, o powierzchni 39,88 km². W 2011 roku gmina liczyła 442 mieszkańców.